# الجعادي (لودر)

تعديل مصدري - تعديل

الجعادي هي إحدى قرى عزلة زارة بمديرية لودر التابعة لمحافظة أبين، بلغ تعداد سكانها 123 نسمة حسب تعداد اليمن لعام 2004.